# Monica Bratt

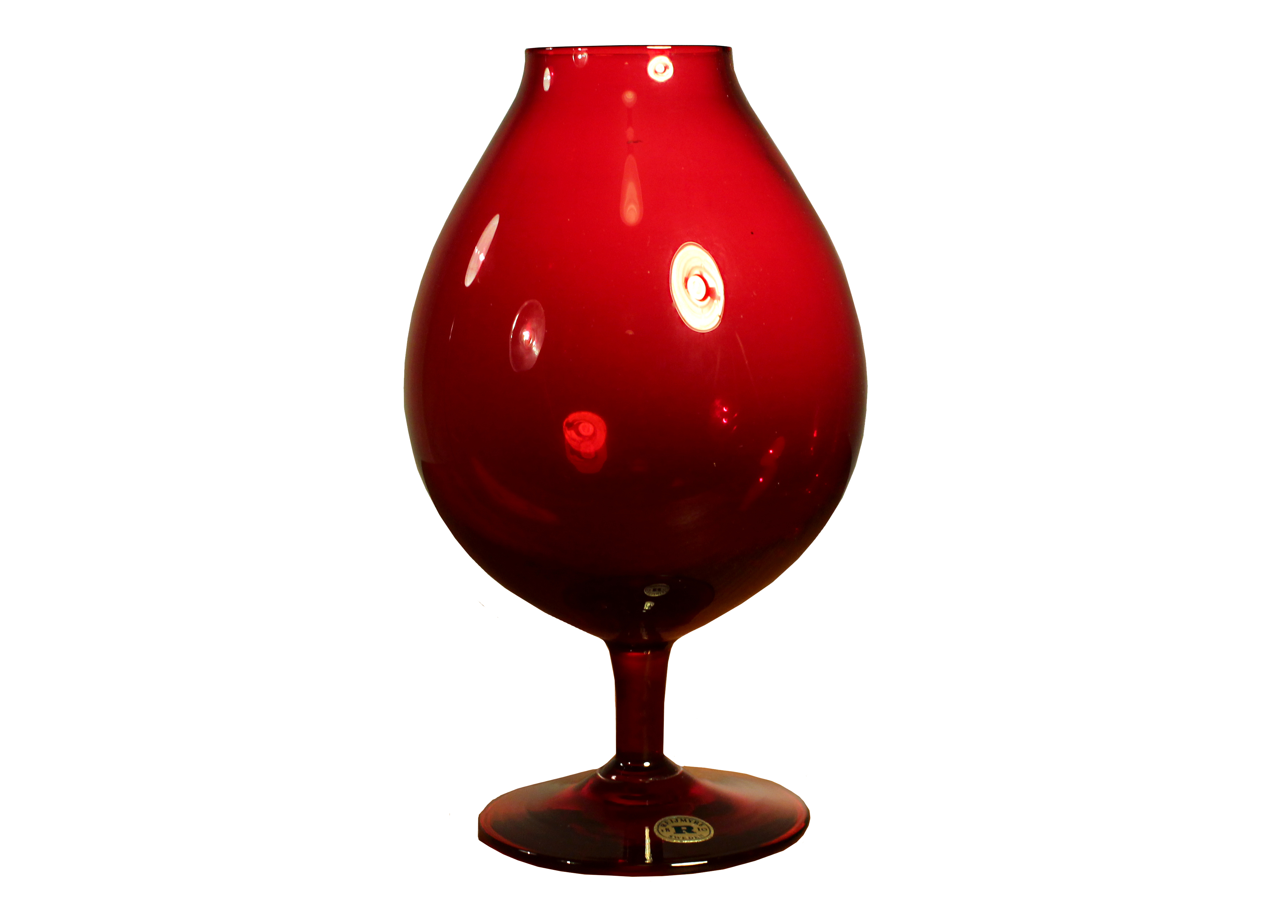
Rubinröd vas av Monica Bratt, Reijmyre glasbruk

Monica Elisabeth Bratt, efternamn som gift Bratt Wijkander, född den 15 augusti 1913 i Stockholm, död den 26 oktober 1961 i Göteborg, var en svensk glaskonstnär anställd vid Reijmyre Glasbruk 1937–1958. Monica Bratt studerade bland annat vid Otte Skölds målarskola och Konstakademin i Stockholm men studerade även i Paris. Hon målade mycket, men det är glaskonsten vid Reijmyre glasbruk hon är känd för. Monica Bratt föredrog enkla och nästan arkaiska former, ofta i skarabégrönt, blått och rubinrött men även transparent. Glaset är ofta tjockt med både runda och raka former. Hon gjorde bland annat dricksglas, vinglas, karaffer, fat, skålar och kannor. De flesta glasen är oslipade. Monica Bratt är representerad vid bland annat Örebro läns museum  och Nationalmuseum.
Sondotter till juristen Axel Bratt och systerdotter till litteratör David Sprengel. Hon var sedan 1933 gift med civilekonomen Ebbe Wijkander och fick två döttrar. Familjen bodde i Göteborg och Onsala och Monica Bratt fortsatte sitt arbete vid Reijmyre glasbruk i nära samarbete med hyttmästaren Harald Eriksson. 1958 slutade hon på grund av sjukdom och dog 1961. Makarna Wijkander är begravda på Kvibergs kyrkogård i Göteborg.